# Pseudoleosthenes irregularis
Pseudoleosthenes irregularis är en insektsart som beskrevs av Ludwig Redtenbacher 1906. Pseudoleosthenes irregularis ingår i släktet Pseudoleosthenes och familjen Damasippoididae. Inga underarter finns listade i Catalogue of Life.